# Псковське (Гріммен)
Псковське (рос. Псковское) — селище Озерського міського округу, Калінінградської області Росії. Входить до складу Гавриловського сільського поселення.
Населення —  167 осіб (2015 рік). 

## Населення
| 1933 | 1939 | 2002 | 2010 |
| ---- | ---- | ---- | ---- |
| 260  | ↗262 | ↘142 | ↗167 |